# Harry Connick Jr.
Harry Connick Jr., właśc. Joseph Harry Fowler Connick Jr. (ur. 11 września 1967 w Nowym Orleanie) – amerykański pianista jazzowy, kompozytor, autor tekstów piosenek, piosenkarz i aktor.

## Życiorys

### Wczesne lata
Przyszedł na świat w Nowym Orleanie w stanie Luizjana w rodzinie rzymskokatolickiej Anity Frances (z domu Levy), sędziny i prawniczki stanu Luizjana pochodzenia żydowskiego, i Josepha Harry’ego Fowlera Connicka Sr., adwokata dzielnicy Nowego Orleanu (adwokat w latach 1977-2003) pochodzenia irlandzkiego. Dorastał wraz z siostrą Suzannę. Mając trzy lata rozpoczął ćwiczenia gry na pianinie. W 1973 roku wystąpił z profesjonalnymi muzykami na Bourbon Street. Debiutancki album 11 nagrał w wieku 11 lat. Gdy miał trzynaście lat zmarła jego matka.
W 1981 po raz pierwszy wystąpił publicznie z zespołem jazzowym Dr Delf and the Killer Groove. Swój talent pianisty rozwijał w New Orleans Center for the Creative Arts, gdzie studiował u Ellisa Marsalisa i Jamesa Bookera. W 1985 ukończył Jesuit High School w Nowym Orleanie, gdzie uczęszczał także do Isidore Newman School. Po przeprowadzce do Nowego Jorku studiował w Hunter College i ukończył prestiżową Manhattan School of Music.

### Kariera
W 1986 roku podpisał kontrakt z firmą fonograficzną Columbia Records, a rok później ukazała się bardzo dobrze przyjęta przez krytyków jego debiutancka płyta Harry Connick Jr. (1987). Stał się laureatem dwóch nagród Grammy przyznanych dla najlepszego wokalisty jazzowego za albumy: When Harry Met Sally... (1989) z piosenkami pochodzącymi z komedii romantycznej Roba Reinera Kiedy Harry poznał Sally z Meg Ryan i Billy Crystalem oraz We Are in Love (1990). Pojawił się w programie rozrywkowym NBC Saturday Night Live (1990). W 1990 zadebiutował na Broadwayu w programie koncertowym An Evening with Harry Connick Jr and His Orchestra w Lunt-Fontanne Theater.
Po raz pierwszy w ekranowej roli aktorskiej wystąpił w sensacyjnym dramacie wojennym Ślicznotka z Memphis (Memphis Belle, 1990) u boku Matthew Modine’a, Erica Stoltza, Billy’ego Zane i Seana Astina. Potem pojawił się w dramacie Jodie Foster Tate-mały geniusz (Little Man Tate, 1991) i sitcomie NBC Zdrówko (Cheers, 1992).
W 1992 został aresztowany na lotnisku Nowy Jork-JFK, gdy strażnicy w jego bagażu podręcznym odkryli pistolet 9 mm.
Został dostrzeżony w sugestywnej roli psychopatycznego pacjenta agorafobistycznej psycholog granej przez Sigourney Weaver w dreszczowcu Psychopata (Copycat, 1995) z Holly Hunter, Dermotem Mulroneyem i Williamem McNamarą. Znalazł się w obsadzie dreszczowca Rolanda Emmericha Dzień niepodległości (Independence Day, 1996) u boku Jeffa Goldbluma, Willa Smitha, Billa Pullmana i Viviki A. Fox.
Zagrał w sitcomie Warner Bros. MADtv (1996), czarnej komedii Nadbagaż (Excess Baggage, 1997) z Alicią Silverstone, Benicio del Toro i Christopherem Walkenem, melodramacie Ulotna nadzieja (Hope Floats, 1998) z Sandrą Bullock, dramacie Małpi ród (The Simian Line, 2000) z Cindy Crawford, sitcomie NBC Para nie do pary (Will & Grace, 2002-2006) jako dr Leo Markus, mąż Grace (Debra Messing) oraz dreszczowcu Sekcja 8. (Basic, 2003) u boku Johna Travolty, Samuela L. Jacksona, Tima Daly’ego, Briana Van Holta, Taye Diggsa i Cristiána de la Fuente.
Za swój udział w jednym z odcinków programu muzycznego PBS Wielkie występy (Great Performances, 2004) pt. Harry Connick Jr.: Tylko ty (Harry Connick Jr.: Only You) odebrał nagrodę Emmy.

## Życie prywatne
16 kwietnia 1994 poślubił modelkę Jill Goodacre (ur. 29 marca 1965). Mają trzy córki: Georgię Tatum (ur. 17 kwietnia 1996), Sarę Kate (ur. 12 września 1997) i Charlotte (ur. 26 czerwca 2002).

## Dyskografia
- 1977: Dixieland Plus
- 1979: 11
- 1987: Harry Connick Jr.
- 1988: 20
- 1989: When Harry Met Sally...
- 1990: We Are in Love
- 1990: Lofty's Roach Souffle
- 1991: Blue Light, Red Light
- 1992: 25
- 1993: When My Heart Finds Christmas
- 1994: She
- 1996: Star Turtle
- 1997: To See You
- 1999: Come by Me
- 2001: 30
- 2001: Songs I Heard
- 2002: Thou Shalt Not
- 2003: Other Hours : Connick on Piano, Volume 1
- 2003: Harry for the Holidays
- 2004: Only You
- 2005: Occasion : Connick on Piano, Volume 2
- 2006: Harry on Broadway, Act I
- 2007: Chanson du Vieux Carre : Connick on Piano, Volume 3
- 2007: Oh, My NOLA
- 2008: What a Night! A Christmas Album
- 2009: Your Songs
- 2011: In Concert on Broadway
- 2011: Music from The Happy Elf : Connick on Piano, Volume 4
- 2013: Smokey Mary
- 2013: Every Man Should Know
- 2015: That Would Be Me

## Filmografia
- Ślicznotka z Memphis (Memphis Belle, 1990) jako sierżant Clay Busby, tylny strzelec
- Tate-mały geniusz (Little Man Tate, 1991) jako Eddie
- Psychopata (Copycat, 1995) jako Daryll Lee Cullum
- Dzień Niepodległości (Independence Day, 1996) jako kpt Jimmy Wilder
- Nadbagaż (Excess Baggage, 1997) jako Greg Kistler
- Will & Grace (Will & Grace, 2002–2006) jako dr Leo Markus
- Ulotna nadzieja (Hope Floats, 1998) jako Justin Matisse
- Stalowy gigant (The Iron giant, 1999) jako Dean McCoppin
- Wayward Son (1999) jako Jesse Banks Rhodes
- Mój przyjaciel, Skip (My Dog Skip, 2000) jako narrator (głos)
- The Simian Line (2000) jako Rick
- Spisek (Life Without Dick, 2001) jako Dany
- Południowy Pacyfik (South Pacific, 2001) jako Joseph Cable
- Sekcja 8. (Basic, 2003) jako Vilmer
- Mickey (2004)
- Fobia (Bug, 2006) jako Jerry Goss
- P.S. Kocham cię (P.S. I Love You, 2007) jako Daniel Connelly
- Living Proofm 2008 jako Denny Slamon
- Za jakie grzechy (New in Town, 2009) jako Ted Mitchell